# Euthamia leptocephala
Euthamia leptocephala là một loài thực vật có hoa trong họ Cúc. Loài này được (Torr. & A.Gray) Greene ex Porter & Britton mô tả khoa học đầu tiên năm 1894.